# 안드레아 스트라마초니
안드레아 스트라마초니(이탈리아어: Andrea Stramaccioni, 1976년 1월 9일)는 전 이탈리아의 축구 선수이자 이탈리아의 축구 감독이다.

## 감독 경력
그는 인테르나치오날레의 프리마베라 감독으로 U-19 챔피언스리그(NextGen)의 우승을 인정받아 2012년 3월 26일 클라우디오 라니에리의 뒤를 이어 인테르의 감독이 되었다. 그러나 기대와는 달리 인테르의 성적은 리그 9위라는 처참한 성적을 기록하였고 결국 2013년 5월 24일 경질되었다.
2014년 6월 5일, 스트라마초니는 우디네세의 감독으로 선임되었다..